# Кипрская федерация тенниса
Кипрская федерация тенниса (греч. Kυπριακή Oμοσπονδία) — организация, занимающаяся проведением на территории Республики Кипр соревнований по теннису. Представляет интересы кипрского тенниса в Международной федерации тенниса и Европейской федерации тенниса.
Кипрская федерация тенниса была создана в 1951 году. С 1984 года кипрские теннисисты принимают участие в Кубке Девиса.
Несмотря на малые размеры страны, деятельность Кипрской федерации тенниса на международной арене отмечена рядом успехов. 
Кипрский теннисист Багдатис, Маркос получил всемирную известность и вошёл в сотню лучших теннисистов мира после Открытого чемпионата Австралии в 2012 году.
Кипрская национальная команда в 2009 году вышла в финал Второй зоны Европа-Африка кубка Девиса.